# 恰纳斯马
恰纳斯马（Chanasma），是印度古吉拉特邦Patan县的一个城镇。总人口15819（2001年）。

## 人口
该地2001年总人口15819人，其中男性8237人，女性7582人；0—6岁人口1609人，其中男921人，女688人；识字率74.09%，其中男性为80.59%，女性为67.04%。